# NGC 6635
NGC 6635 é uma galáxia lenticular (S0) localizada na direcção da constelação de Hercules. Possui uma declinação de +14° 49' 07" e uma ascensão recta de 18 horas, 27 minutos e 37,0 segundos.
A galáxia NGC 6635 foi descoberta em 9 de Julho de 1863 por Albert Marth.